# ZakII
zakII（ザクツー）は、産経デジタルが運営するエンタメニュースサイト。

## 概要
夕刊フジの公式ウェブサイトZAKZAK（ザクザク）として1996年8月に開設され、2025年1月31日の同紙休刊後も更新を継続し、3月3日に芸能・エンタメサイトzakII（ザクツー）としてリニューアルオープンした。
zakzak独自企画として大型アイドル企画「ZAK THE QUEEN」を2004年から2016年まで行っていたほか、アニメに特化した関連サイト「アニメ☆声優」を2007年6月から2014年11月まで運営していた（2010年10月に「アニメ☆ゲーム」に改称）。

## 歴史
1996年8月、夕刊フジ公式ウェブサイト「ZAKZAK」として開設された。4カ月前にサービス開始したYahoo! JAPANにスポーツ・芸能などの記事を配信していた。
初期はZAKZAKを運営する部屋に堀江貴文が出勤してサイト制作していた。
2002年6月20日、ライブドア（当時）と提携して無料ダイアルアップインターネット接続サービス「タダZAKネット」の提供を開始。
2003年9月18日、iモード向けモバイルサイト「夕刊フジ・モバZAK」を月額200円で提供開始。10月にはEZweb、J-スカイにも提供する。
2024年10月1日、夕刊フジを発行する産経新聞社は、2025年1月31日発行号（2月1日付）をもって夕刊フジと電子版を休刊し、zakzakの更新を停止すると発表した。
2025年1月27日、ウェブサイトは2月1日以降も更新を継続し、リニューアルして新たなコンセプトの芸能・エンタメニュースを充実させると発表。2月25日、3月3日にサイト名をzakII（ザクツー）に変更してリニューアルすると発表した。
2025年3月3日、正式にzakIIとしてリニューアルオープン。